# 이현진 (레이싱 모델)
이현진(1983년 8월 10일 ~ )은 대한민국의 레이싱 모델이다. 2009년부터 한국모델협회의 이사직을 맡고 있다.

## 경력

### 에이빙모델 경력
- 2003년 헐리우드 모터쇼
- 2005년 서울국제모터쇼
- 2005년 서울오토살롱
- 2006년 부산국제모터쇼 BMW 포즈모델
- 2006년 서울오토살롱
- 2007년 서울국제모터쇼 GM대우 포즈모델
- 2007년 서울오토살롱
- 2010년 부산국제모터쇼 쌍용자동차 포즈모델
- 2011년 서울모터쇼 쌍용자동차 포즈모델

### 레이싱모델 경력
- 성우인디고 레이싱팀 전속 레이싱모델
- 한국타이어 전속 레이싱모델
- 2003년 KMRC 모비릿츠 전속 레이싱모델
- 2004년 BAT GT 챔피언십 레이싱모델
- 2007년 퓨마 스폰서십 전속 레이싱모델
- 2008년 가렛트 스폰서십 레이싱모델
- 2010년 F1 코리아 그랑프리 그리드모델(메르세데스 GP 미하엘 슈마허 담당)[1]

### 방송 경력
- 2007년 오션스세븐 MC
- 2009년 롯데카드 TV CF 모델
- 2010년 TBS 생방송 퇴근보감쇼

### 기타
- 2005 K1 전속 라운드걸

## 수상
- 2009년  스포츠서울 레이싱모델 어워드 베스트 드레서상
- 2008년  아시아모델 페스티벌 어워드 레이싱모델 부문 네티즌 인기상
- 2007년  제2회 한국모델상 레이싱모델상 네티즌인기상[2]